# HD 348661
HD 348661 — одиночная звезда в созвездии Геркулеса на расстоянии приблизительно 650 световых лет (около 200 парсек) от Солнца. Видимая звёздная величина звезды — +10,89m. Возраст звезды определён как около 8 млрд лет.
Вокруг звезды обращается, как минимум, одна планета.

## Характеристики
HD 348661 — жёлтый карлик спектрального класса G4V, или G5. Масса — около 1,12 солнечной, радиус — около 1,51 солнечного, светимость — около 1,667 солнечной. Эффективная температура — около 5400 K.

## Планетная система
В 2022 году группой астрономов проекта TESS было объявлено об открытии планеты TOI-2158 b.